# Francisco de Assis de Melo de Lemos e Alvelos
Francisco de Assis de Melo de Lemos e Alvelos (Castelo Branco, Castelo Branco, 15 de Dezembro de 1823 - Viseu, 7 de Março de 1892), 1.º Visconde do Serrado, foi um empresário agrícola e político português.

## Família
Filho primogénito de Henrique de Melo Pereira Coutinho de Lemos e Alvelos, 7.º Senhor do Morgado de Alvelos, e de sua mulher Ana Máxima da Silva Castel-Branco.

## Biografia
8.º e último Senhor do Morgado de Alvelos, Senhor da Quinta do Serrado, em Viseu, Bacharel formado em Direito pela Faculdade de Direito da Universidade de Coimbra e Moço Fidalgo da Casa Real com exercício no Paço por Alvará de D. Pedro V de Portugal de 4 de Setembro de 1858, foi Conselheiro de Sua Majestade Fidelíssima, Governador Civil do Distrito de Viseu e Chefe do Partido Progressista no mesmo Distrito, etc.
O título de 1.º Visconde de Serrado foi-lhe concedido por Decreto de 8 de Maio de 1873 de D. Luís I de Portugal. Foi Fidalgo de Cota de Armas esquarteladas de de Alvelos, Coelho, de Melo e Guedes com timbre de de Alvelos e coroa de Visconde.

## Casamento e descendência
Casou no Porto com sua prima-irmã Cassilda Cândida da Costa Castelo-Branco (Porto, 12 de Outubro de 1835 - Viseu, 29 de Março de 1892), filha de Diogo de Oliveira da Costa Aranha de Vasconcelos da Silva Castel-Branco (Lisboa, 15 de Fevereiro de 1807 - Lisboa, 8 de Dezembro de 1881), Ajudante-de-Campo de S.A.R. o Infante D. Augusto de Bragança, Duque de Coimbra, General de Divisão, Conselheiro de Sua Majestade Fidelíssima, etc., e de sua mulher, de quem foi segundo marido, Maria Emília de Mesquita e Costa. Os 1.º s Viscondes só tiveram um filho e uma filha com descendência: 
- Henrique de Melo Lemos e Alvelos (Viseu, 11 de Novembro de 1853 - Viseu, 18 de Fevereiro de 1884), casado com sua prima Amélia Augusta do Quental (Sátão, Decermilo, 8 de Março de 1861 - ?), filha de Luís Augusto Coelho Ferrão do Quental, Senhor da Casa dos Quentais, em Lourosa de Cima, e de sua mulher Maria Rita da Silveira Machado, Senhora da Casa de Decermilo, filha de José Maria Machado da Silveira e de sua mulher Maria Augusta Pereira Coutinho de Melo Lemos e Alvelos, de quem teve um filho:
  - Francisco de Assis de Melo de Lemos e Alvelos (20 de Outubro de 1882 - 19 de Janeiro de 1945), Representante do Título de Visconde do Serrado, casado com Maria do Carmo de Sousa Coutinho (Mangualde, Mangualde - Viseu, 11 de Outubro de 1971), de quem teve duas filhas:
    - Maria Helena de Sousa Coutinho de Alvelos (Mangualde, Mangualde, 21 de Novembro de 1904 - depois de 2006), que em Monarquia seria Representante do Título de Viscondessa do Serrado, solteira e sem geração
    - Maria Amélia de Sousa Coutinho de Alvelos (Mangualde, Mangualde, 31 de Dezembro de 1905 - Porto), que em Monarquia seria Representante do Título de Viscondessa do Serrado, casada com António Sindulfo Carneiro (Chaves - ?), Funcionário da Direção de Estradas do Distrito do Porto, de quem teve uma filha:
      - Maria da Natividade de Melo Alvelos Carneiro (14 de Agosto de 1940 - Viseu), Licenciada em Economia, que em Monarquia seria Representante do Título de Viscondessa do Serrado, casada em São Mamede Infesta, Porto, a 29 de Junho de 1969 com José Luís Gaspar de Melo Albino, filho de Manuel de Melo Albino e de sua mulher Maria Benedita Gaspar, de quem teve dois filhos:
        - José Sindulfo Carneiro Gaspar de Melo Albino (3 de Julho de 1971- Glória, Aveiro), Licenciado em Engenharia Mecânica, que em Monarquia seria Representante do Título de Visconde do Serrado, casado em Viseu a 5 de Setembro de 1998 com Isa Maria Carrusca Bravo Ângelo,filha de Hermenegildo Fernandes Ângelo e de sua mulher Maria José Carrusca Bravo Ângelo, de quem teve duas filhas:
          - Sofia Nair Bravo Ângelo Carneiro Albino (1 de Fevereiro de 2000 - Porto).
          - Catarina Helena Bravo Ângelo Carneiro Albino (24 de Novembro de 2005 - Porto).

        - Manuel António Carneiro Gaspar de Melo Albino (23 de Dezembro de 1973 - Viseu, casado a  14 de Junho de 2018 no Porto.

- Maria de Melo de Lemos e Alvelos Castelo-Branco (Viseu, 2 de Junho de 1863 - Viseu, 27 de Junho de 1939), casada em Viseu, a 10 de Agosto de 1882, com Luís Ferreira de Figueiredo (Viseu, 5 de Maio de 1847 - 2 de Janeiro de 1933), com descendência